# Ma'in
Ma'in fou un regne a l'actual Iemen, els habitants del qual són esmentats generalment com a mineus (del grec minaioi, nom que els va donar Erastòtenes al segle III aC el qual els esmenta junt amb els himiarites, els sabeus i els qatabans). Estrabó i Plini el Vell esmenten als mineus com a socis comercials dels romans, especialment per les aromes utilitzades als cultes religiosos (l'encens).
Encara que són esmentats per les fonts clàssiques el seu coneixement deriva de fonts pròpies. Els mineus tenien una llengua pròpia emparentada amb el sabeu. Inscripcions minees s'han trobat a Delos i a Governació del Faium, testimoni del seu comerç, però el lloc principal de les inscripcions fou el seu centre Karnaw o Qarnaw (Khirbet Ma'in) i rodalia, i l'oasi de Yathill (Barakish) al sud de l'anterior, que conserven restes impressionants, i de la seva colònia comercial a Dedan (Al-Ula) a l'Hedjaz del nord. Tenien altres centres comercials que no es coneixen, però una inscripció a Timna, a la regió del Wadi Beyhan o Beihan, esmenta un magistrat mineu a Timna.
Els mineus es van subdividir en un cert nombre d'ahali (pobles, probablement equivalent a tribus), i l'ahl més important serien els "Gb'n" identificats amb els clàssics gebanites de Plini. La tribu de Yathill, a la vila d'aquest nom (moderna Barakish o Baraqish) va formar amb la tribu dels mineus, centrada a Qarnaw, un ahl. Qarnaw és avui dia coneguda com a Ma'in.
Va existir al primer mil·lenni abans de Crist, probablement a partir del segle VII aC. La seva capital fou l'esmentada Qarnawu o Karnaw (Qarnaw, Qarna, Karna), al nord-oest del Iemen. Era una ciutat estat que apareix aliada al regne de Sabà igual que el regne de Nashan uns quilòmetres a l'oest, esdevenint després (al segle VII aC) capital del regne. A Ma'in es va trobar un dels anomenats Banat ‘Ad ("Les Filles de ‘Ad") amb pilars decorats en incisió i baixos relleus, amb inspiració mesopotàmica, que també existeixen a al-Sawda, Kharibat Hamdan, Kamna i al-Baydha, datats a l'inici del primer mil·lenni aC.
El segle VII aC apareix aliada a Sabà. Però a mesura que el poder d'aquesta afluixa per esdevenir més econòmic que polític, Ma'in va agafar una posició hegemònica que va durar pràcticament tota la resta del mil·lenni. Els sabeus a partir del segle viii aC havien exercit l'hegemonia i el control del comerç i al segle VII aC van compartir amb els mineus els negocis fins que aquestos els van sobrepassar. A partir del segle ii aC van entrar a l'Aràbia del sud tribus àrabs que venien del nord que progressivament van anar controlant el comerç. Primer al regne d'Haram, es manifesta també en altres llocs i a Ma'in amb l'aparició de deïtats àrabs com Halfan i Dhu-Samawi, i amb canvis polítics com la substitució del rei per un consell i una assemblea tribal; també amb canvis de llengua amb el madhabià (la llengua minea) deixant el lloc a una llengua barreja de sabeu i àrab. La situació de Ma'in devia ser similar a Nashan i Kaminahu sobre els que exercia influència i que reapareixen com independents en algun moment.
Al segle ii aC va caure altre cop sota influència dels sabeus. Vers el 26 aC l'exèrcit romà arriba al Djawf, saqueja les ciutats que queden molt tocades, i de fet liquiden el regne que, mancat dels sistemes de reg que ja no funcionen per la manca de manteniment causat per l'afebliment del poder, i desaparegudes les rutes caravaneres en profit de la ruta marítima, causant l'abandonament de les ciutats de la plana o la seva substitució per sabeus o himyarites. La capital, Qarnaw, no apareix esmentada amb relació a l'expedició romana, que no obstant va haver de passar prop. Estrabó l'esmenta com a metròpolis (Geografia, XVI, 4, 2) però el seu suport és un relat d'Erastòtenes de Cirene datat al segle iii aC i la menció que en fa Plini el Vell (Historia Natural, VI, 157) està també inspirada en fonts antigues, com fins i tot a Claudi Ptolemeu (Geografia, VI, 7, 34), que esmenta Ma'in com basileion quan localment la ciutat ja feia dos segles que no era esmentada. Ni tant sol és segur que encara existís a l'arribada d'Eli Gal (prefecte). Al començament de l'època cristiana el comerç dels mineus havia desaparegut controlat pels nabateus i el poble no torna a ser esmentat.

## Reis de Ma'in
- Abiyada (a Qarnaw)
- Yatha-il (a Qarnaw)
- Sabhum (a Qarnaw)
- Abkarib I segle V aC
- Ammiyatha Nabat segle V aC
- Abyada I vers 400-385 aC
- Hufnum Sadiq vers 385-365 aC
- Ilyafa Yafush vers 365-350 aC
- Abyada II Yitha vers 350-320 aC
- Waqahil Riyam vers 320-310 aC
- Abkarib II Sadiq vers 310-300 aC
- Yitha-il Riyam vers 300-290 aC
- Abyada III Riyam vers 290-275 aC
- Ilyatha Yitha vers 275-270 aC
- Abyada IV vers 270-265 aC
- Halkarib Sadiq vers 265-250 aC
- Hufnum Yitha vers 250-240 aC
- Ilyafa Riyam vers 240-225 aC
- Hawfiathat vers 225-210 aC
- Ilyafa Waqah vers 210-190 aC
- Waqahil Sadiq I vers 190-175 aC
- Abkarib III Yitha vers 175-155 aC
- Waqahil Sadiq II vers 155-150 aC
- Ilyafa Yashur I vers 150-135 aC
- Waqabil Nabat vers 135-120 aC
- Als sabeus vers 120 aC
  - Hufnum Riyam vers 120-105 aC
  - Yitha-il Sadiq vers 105-85 aC
- Als sabeus vers 85 aC
  - Waqabil Yitha vers 85-65 aC
  - Ilyatha Yashur II vers 65-55 aC
  - Desconeguts o annexió vers 55-25 aC